# Piotrowa Dąbrowa
Piotrowa Dąbrowa – wieś w Polsce położona w województwie podlaskim, w powiecie sejneńskim, w gminie Krasnopol. 
| SIMC    | Nazwa    | Rodzaj    |
| ------- | -------- | --------- |
| 0761236 | Dąbrówka | część wsi |
| 0761242 | Folwark  | część wsi |
| 0761259 | Gromozdy | część wsi |

W latach 1975–1998 miejscowość administracyjnie należała do województwa suwalskiego. We wsi zachowało się stosunkowo dużo przykładów dawnego drewnianego budownictwa ludowego m.in. drewniany dom nr 15 kryty wiórami z ozdobnym gankiem, narożnikami i okiennicami.